# William G. Steele

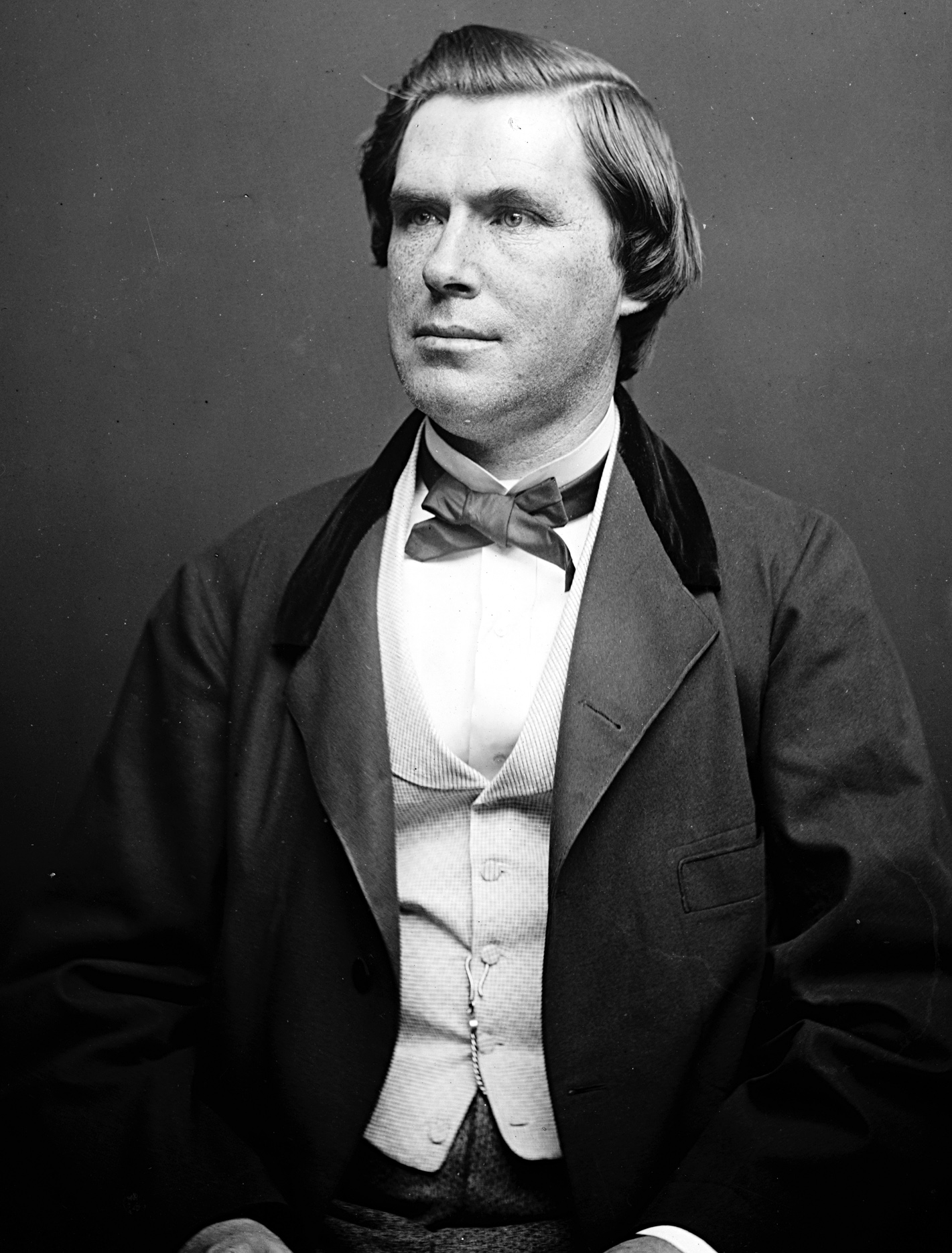
William G. Steele

William Gaston Steele (* 17. Dezember 1820 in Somerville, New Jersey; † 22. April 1892 ebenda) war ein US-amerikanischer Politiker. Zwischen 1861 und 1865 vertrat er den Bundesstaat New Jersey im US-Repräsentantenhaus.

## Werdegang
William Steele besuchte die öffentlichen Schulen seiner Heimat sowie die Somerville Academy. Danach arbeitete er im Bankgewerbe. Außerdem begann er als Mitglied der Demokratischen Partei eine politische Laufbahn. Bei den Kongresswahlen des Jahres 1860 wurde Steele im dritten Wahlbezirk von New Jersey in das US-Repräsentantenhaus in Washington, D.C. gewählt, wo er am 4. März 1861 die Nachfolge von Garnett Adrain antrat. Nach einer Wiederwahl konnte er bis zum 3. März 1865 zwei Legislaturperioden im Kongress absolvieren, die von den Ereignissen des Bürgerkrieges geprägt waren.
Nach dem Ende seiner Zeit im US-Repräsentantenhaus betätigte sich William Steele als Börsenmakler. Er starb am 22. April 1892 in seinem Geburtsort Somerville, wo er auch beigesetzt wurde.